# ستاونیتسه
ستاونیتسه (به چکی: Stavenice) یک منطقهٔ مسکونی در جمهوری چک است که در ناحیه شومپرک واقع شده‌است. ستاونیتسه ۶٫۴۸ کیلومتر مربع مساحت و ۱۴۲ نفر جمعیت دارد و ۲۵۵ متر بالاتر از سطح دریا واقع شده‌است.